# Hall of Fame del calcio scozzese
La Hall of Fame del calcio scozzese è situata al Scottish Football Museum di Glasgow. Essa celebra i principali artefici dei successi nel calcio scozzese.
I personaggi papabili di introduzione nella Hall of Fame vengono scelti annualmente dai tifosi; un comitato ne seleziona otto, introdotti durante una cena.

## Introdotti all'inaugurazione (2004)
- Jim Baxter
- Billy Bremner
- Matt Busby
- Kenny Dalglish
- Alex Ferguson
- Hughie Gallacher
- John Greig
- Jimmy Johnstone
- Denis Law
- Dave Mackay

- Danny McGrain
- Jimmy McGrory
- Billy McNeill
- Willie Miller
- Bobby Murdoch
- Bill Shankly
- Gordon Smith
- Graeme Souness
- Jock Stein
- Willie Woodburn

## Introdotti nel 2005
- Charles Campbell
- Alex James
- Joe Jordan
- Bobby Lennox
- Jim McLean
- Alex McLeish

- Alan Morton
- Lawrie Reilly
- Willie Waddell
- John White
- George Young

## Introdotti nel 2006
- Davie Cooper
- Tommy Gemmell
- Richard Gough
- Willie Henderson
- Sandy Jardine
- Henrik Larsson

- Brian Laudrup
- Willie Ormond
- John Robertson
- Billy Steel
- Tommy Walker

## Introdotti nel 2007
- Willie Bauld
- Eric Caldow
- Jimmy Cowan
- Alan Hansen
- Ally McCoist

- Rose Reilly
- Walter Smith
- Gordon Strachan
- Eddie Turnbull

## Introdotti nel 2008
- Bobby Evans
- Archie Gemmill
- Derek Johnstone
- Jim Leighton

- Billy Liddell
- Ian St. John
- Bill Struth
- John Thomson

## Introdotti nel 2009
- Steve Archibald
- Bertie Auld
- Jimmy Delaney
- Alan Gilzean

- Mo Johnston
- Paul Lambert
- Willie Maley
- David Meiklejohn

## Introdotti nel 2010
- Craig Brown
- Andy Goram
- Bobby Johnstone

- Paul McStay
- David Narey
- Tiny Wharton

## Introdotti nel 2011
- Terry Butcher
- Pat Crerand

- Robert Smyth McColl
- Ronnie Simpson

## Introdotti nel 2012
- Pat Stanton
- Bob McPhail
- Gordon McQueen

- Frank McLintock
- Andrew Watson

## Introdotti nel 2013
Tratti da
- Bobby Walker
- Eddie Gray
- Alan Rough

- Scot Symon
- Martin Buchan
- Tommy Docherty

## Introdotti nel 2014
Tratti da
- Bill Brown
- Peter Lorimer
- McCrae's Battalion

- Davie Wilson
- Charlie Nicholas

## Introdotti nel 2015
Tratti da
- Bobby Brown
- George Graham
- Stewart Hillis

- Ally MacLeod
- Maurice Malpas